# Grigorij Petrovics Danyilevszkij
Grigorij Petrovics Danyilevszkij (oroszul: Григо́рий Петро́вич Даниле́вский, ukránul: Григорій Петрович Данилевський; Danilovka (harjkovi kormányzóság), 1829. április 14. (ó-naptár) – Szentpétervár, 1890. december 6.) orosz regényíró.

## Élete
A szentpétervári egyetemen szerezte diplomáját. Tanulmányai végeztével a közoktatásügyi minisztériumban szolgált, utazásokat tett, könyvházakban búvárkodott, majd visszament atyai birtokára és később Pétervárra, ahol a Pravitjelsztvennyj Vjesztnik című hivatalos lapot alapították meg az ő szerkesztésével 1869-ben. Ezt a lapot szerkesztette egész haláláig. Írói pályáját már 1846-ban megkezdte egy verssel, Byron modorában, később az elbeszélésre adta magát és ezen a téren volt ő igazán otthon az ő karakterisztikus beszélyeivel, regényeivel és korrajzaival, melyekben az orosz életet ritka szerencsés kézzel festette, úgyhogy műveivel csakhamar külföldön is hírnevet szerzett. Legsikerültebb regényei: Bjeglyje o Novorosszii (Menekülők Újoroszországban, 1864, magyarra fordította Szabó Endre Uj Oroszország cím alatt a Nemzet tárcájában); Bjeglyje vorotjilisz (A menekülők visszatérése, 1865); Valja (1865) Szabadság (magyarra fordította Szabó Endre a Budapesti Ujság tárcájában); Devjatyj Val (1874, magyarra fordította Kilencedik hullám cím alatt Szabó Endre a Pesti Hírlap tárcájában); Mirovics (1879); Csjornyj god (Fekete év, történelmi regény Pugacsev korából, 1888); ezen kívül számtalan apróbb elbeszélés, rajz és cikk. Összes művei nyolc nagy kötetben jelentek meg Szentpétervárott 1888-ban.

## Magyarul
- Danilevszky Péterː Tarakanov hercegnő. Történeti regény; ford. Szalai Emil; Magyar Irodalmi Rt., Bp., 189? (A Magyar Újság regénycsarnoka)